# Hart Bridge
Hart Bridge – drogowy most kratownicowy w Jacksonville, w stanie Floryda, na rzece St. Johns. Jego nazwa pochodzi od Isaiaha Harta, założyciela Jacksonville. Most został zaprojektowany przez Sverdrup & Parcel.